# Candy Dulfer
Candy Dulfer (Amsterdam, 19 settembre 1969) è una cantautrice e sassofonista olandese.

## Biografia
Figlia del sassofonista Hans Dulfer ha iniziato la sua carriera in giovanissima età sulle orme del padre. 
All'età di sei anni inizia a suonare e a quattordici anni fonda la sua band, Funky Stuff. 
Nel 1990 ha pubblicato il suo primo album Saxuality cui è seguita una nomination ai Grammy. Numerosissime le sue incursioni nel pop, che l'hanno vista tra l'altro suonare con Prince e dal vivo con i Pink Floyd al famoso concerto di Knebworth nel 1990 e nel 1995 dal vivo con Alan Parsons.

## Discografia

### Album studio
- 1990 -  Saxuality
- 1993 -  Sax-a-Go-Go
- 1996 -  Big Girl (Candy Dulfer)|Big Girl
- 1997 -  For the Love of You
- 1999 -  What Does It Take?
- 2001 -  Girls Night Out
- 2003 -  Right in My Soul
- 2007 -  Candy Store
- 2009 -  Funked Up! & Chilled Out
- 2011 -  Crazy (Candy Dulfer)|Crazy
- 2017 -  Together (Candy Dulfer)|Together
- 2022 -  We Never Stop

### Album dal vivo
- 2001 -  Live in Amsterdam (Candy Dulfer)|Live in Amsterdam
- 2005 -  Live at Montreux 2002

### Raccolte
- 1998 -  Greatest (Candy Dulfer)|Greatest
- 1998 -  The Best of Candy Dulfer
- 2002 -  Grandes Exitos (Candy Dulfer)|Grandes Exitos
- 2006 -  Saxuality/Sax-A-Go-Go
- 2008 -  The Essential (Candy Dulfer)|The Essential
- 2010 -  3 Original Album Classics

### Singoli
- Lily Was Here (1989)
- Heavenly City (1990)
- Saxuality (1990)
- I Can't Make You Love Me (1993)
- Pick Up The Pieces (1993)
- Sax-A-Go-Go (1993)
- Wake Me When It's Over (1995)
- I'll Still Be Up Looking To You (1996)
- For The Love Of You (1997)
- Saxy Mood (1997)
- Cookie (1999)
- What's In Your Head (2003)

### Collaborazioni
- David A. Stewart feat. Candy Dulfer – Lily Was Here (1989)
- AA.VV. - Live at Knebworth (2002)
- Hans & Candy Dulfer - Dulfer & Dulfer (2002)